# Tiếng Solresol
Tiếng Solresol (Xướng âm: Sol-Re-Sol), ban đầu gọi là Langue universelle và sau đó Langue musicale universelle, là một ngôn ngữ được xây dựng phát minh bởi François Sudre, bắt đầu từ năm 1827. Cuốn sách chính của ông, Langue Musicale Universelle, được xuất bản sau cái chết của ông vào năm 1866, dù ông ấy đã công khai nó trong vài năm. Tiếng Solresol tận hưởng một thời gian ngắn nổi tiếng, đạt đến đỉnh cao với tác phẩm 1902 Grammaire du Solresol của Boleslas Gajewski.
Hiện nay, có tồn tại những cộng đồng nhỏ những người đam mê Solresol nằm rải rác trên khắp thế giới.

## Từ vựng
| Âm tiết thứ nhất (bên dưới) và thứ hai (bên phải) | Không có âm tiết thứ hai     | -do                   | -re                     | -mi                       | -fa               | -sol              | -la                                        | -si/-ti                     |
| ------------------------------------------------- | ---------------------------- | --------------------- | ----------------------- | ------------------------- | ----------------- | ----------------- | ------------------------------------------ | --------------------------- |
| Do-                                               | không                        | (quá khứ)             | tôi                     | bạn [số ít]               | anh ấy            | bản thân          | ai đó                                      | ai khác                     |
| Re-                                               | và, cũng như                 | của tôi               | (quá khứ hoàn thành)    | của bạn [số ít]           | của anh ấy        | của chúng tôi     | của bạn [số nhiều]                         | của họ                      |
| Mi-                                               | hoặc, hoặc thậm chí          | cho, để / mà          | mà (đtqh), mà (liên từ) | (tương lai)               | mà của ai         | tốt (trạng từ)    | đây/có, kìa                                | chào buổi tối/chúc ngủ ngon |
| Fa-                                               | tới                          | gì?                   | với, cùng nhau          | này, đó                   | (điều kiện)       | tại sao, lý do gì | tốt, ngon, ngon lành                       | nhiều, rất, vô cùng         |
| Sol-                                              | nếu                          | nhưng                 | trong, ở trong          | sai, bị bệnh (trạng từ)   | vì                | (mệnh lệnh)       | mãi mãi, luôn luôn, không dứt, không ngừng | cảm ơn                      |
| La-                                               | (mạo từ xác định)            | không có gì, không ai | bởi                     | ở đây, ở đó               | tệ                | không bao giờ     | (phân từ hiện tại)                         | của                         |
| Si-/Ti-                                           | vâng, được, vui mừng, đồng ý | cùng (vật)            | mỗi                     | chào buổi sáng/buổi chiều | ít, hầu như không | thưa ông          | chàng trai trẻ, cử nhân                    | (phân từ bị động)           |

Mạo từ xác định có các dạng khác nhau đối với trường hợp chỉ định, sở hữu cách và tặng cách, hay nói cách khác, đối với "the", "to the" và "of the": lần lượt là 'la', 'fa' và 'la si'.:23-24.VII-VIII

## Phương pháp giao tiếp

### Ký hiệu
Mỗi "nốt" của tiếng Solresol được thể hiện dưới dạng một ký hiệu, ví dụ: "Do" là hình tròn, "Re" là nét thẳng đứng, "Mi" và "La" đều là nửa hình tròn, nốt trước hướng xuống dưới, nốt sau hướng về bên phải, "Fa" là đường chéo từ trên cùng bên trái sang dưới cùng bên phải, "Sol" là đường nằm ngang và "Si hoặc Ti" là đường chéo từ dưới cùng bên trái lên trên cùng bên phải.

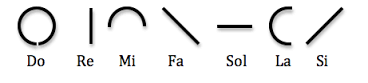
Cac ký tự tiếng Solresol.

Các từ của tiếng Solresol được hình thành bằng cách kết nối các ký hiệu theo thứ tự chúng xuất hiện trong từ.

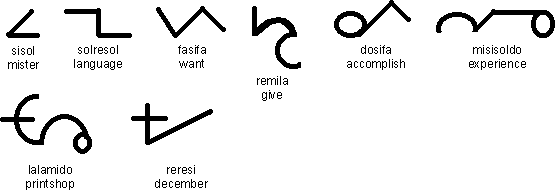
Một số từ cơ bản trong tiếng Solresol.

## Mã hóa
Một mã ngôn ngữ ISO 639-3 đã yêu cầu vào ngày 28 tháng 7 năm 2017, nhưng bị từ chối vào ngày 1 tháng 2 năm 2018.
Tiếng Solresol đã được gán mã qso và art-x-solresol trong ConLang Code Registry.
Bảy ký tự cơ bản đã được đề xuất đăng ký trong CSUR.

## Văn bản ví dụ
Điều 1 của Tuyên ngôn Quốc tế Nhân quyền trong tiếng Solresol:
Siré misolredo faremi doredore domisómi re misóla, solfalafá dósila re réfasi. Dófa faremi remila fare dômilafa re dôfasifa, re fafa fasolfa midolǎ fare mîredofa lasi sîmisila.
Điều 1 của Tuyên ngôn Quốc tế Nhân quyền trong tiếng Việt:
Tất cả mọi người sinh ra đều được tự do và bình đẳng về nhân phẩm và quyền lợi. Mọi con người đều được tạo hóa ban cho lý trí và lương tâm và cần phải đối xử với nhau trong tình anh em.